# Clube Nacional de Benguela
O Clube Nacional de Benguela é um clube de multi-desportivo da cidade de Benguela, a capital da província de Benguela, em Angola. No futebol masculino, a sua mais popular modalidade, actualmente disputa a segunda divisão do país.
No futebol, é um dos mais vitoriosos times da província benguelina, conseguindo os títulos do Campeonato do Estado Ultramarino de Angola (atualmente equivalente ao Girabola) de 1952, 1959, 1960, 1961 e 1964. Foi um dos fundadores da liga angolana Girabola do pós-independência, participando da primeira final em 1979, ficando com o vice-campeonato. Foi campeão ainda da Taça de Angola de 1980.

## História
O clube nasceu com o nome de Sports Clube Portugal de Benguela; em 1975 seu nome foi alterado para Sports Club Nacional de Benguela, e; em 1979 para Clube Nacional de Benguela.
A primeira final do Girabola do pós-independência teve a participação do Nacional de Benguela contra o Primeiro de Agosto, sendo vencido pelo placar de 2 a 1.